# Франк-Херцов оглед
Први експеримент који је потврдио Борову теорију био је оглед Џејмса Франка и Густава Херца 1913. године. Овај експеримент је у своје време имао огрман значај јер омогућава непосредно одређивање Планкове константе h. Потврда овог и других Борових постулата била су објашњење спектра водониковог атома помоћу Боровог модела атома. Могућа енергијска стања атома су, према Боровим постулатима, дискретна. При прелазу из вишег стања у ниже, атом емитује фотон. Енергија датог фотона је једнака {\displaystyle h\nu =En-Em}.
У стакленој цеви се налази моноатомни гас, најчешће жива или неон, на ниском притиску и три електроде. Електроде су катода, мрежица и анода. Електрони се емитују са катоде термоелектронском емисијом. Напоном од нуле до неколико десетина волти се убрзавају између мрежице и катоде. На том путу се сударају са атомима гаса. Између аноде и мрежице постоји успоравајућ напон реда волта. Крећући се од катоде ка мрежици електрони се сударају са атомима живе при чему губе кинетичку енергију. На аноду долазе само електрони са већом или једнаком енергијом од енергије успоравајућег напона између мрежице и аноде.

## Експеримент
Порастом напона на почетку експеримента струја монотоно расте. То је индикатор да електрони убрзавањем добијају довољно енергије да савладају закочни напон и да је нису предали у сударима са атомима гаса. Одатле се изводи закључак да су ови судари еластични, пошто важе закон одржања механичке енергије и закон одржања импулса. Енергија електрона при еластичним сударима са атомима живе се практично не мења, због велике разлике у масама.
За одређену вредност напона, која зависи од врсте гаса, струја нагло слаби и достиже минимум. То значи да електрони немају довољно енергије да савладају закочни напон. Енергију су изгубили у нееластичним сударима са атомима гаса, те не могу да пређу пут на којем влада успоравајућ напон (од мрежице до аноде). При тим нееластичним сударима са електронима, атом живе примљену енергију претвара у неки облик своје унутрашње енергије. Минимуми струје се запажају при одређеним вредностима напона између катоде и мрежице (4,9V или 9,8V), атоми живе у нееластичним сударима од електрона преузимају енергију која је прости умножак 4,9eV. Долази се до закључка да електрони атомима гаса могу да предају само одређену (квантирану) количину енергије.
Апсорбујући ову енергију атоми живе се побуђују и прелазе у више квантно стање. На основу положаја минимума струје закључили су да је енергија побуђивања атома живе разлика енергије побуђеног стања и основног стања у којем се атоми живе нормално налазе износи 4,9V. Следи и да су електрони способни за нееластичан судар с атомима само ако имају енергију или једнаку или већу од енергије побуђивања најнижег побуђеног квантног стања.
Када је енергија електрона знатно већа од 4,9eV, они и после нееластичног судара задржавају довољну количину енергије да пређу пут између мрежице и аноде, и због тога струја поново почиње да расте.
За одређивање виших ексцитационих потенцијала притисак гаса би требало да се подеси-притисци треба да буду нижи. При вишем притиску број еластичних судара електрона са атомима су велики и губици енергије електрона више нису занемарљиви. При довољно ниском притиску и довољно високом убрзавајућем напону постоји могућност да се побуде и виша енергијска стања у атому. Вредности потенцијала добијене експерименталним путем не дају стварне вредности ексцитационих потенцијала јер није искључена могућност да електрони атомима предају енергију у два или више судара.

## Анализа добијених резултата
Сви електрони који су при одређеној вредности убрзавајућег напона претрпели нееластичан судар стижу на аноду са истом енергијом, независно од вредности енергије коју су имали у тренутку судара. Претпоставимо да је потенцијал катоде 0, потенцијал аноде U2 и да је решетка склоњена. Нека електрон претрпи судар на месту на којем је потенцијал Vx. Енергија која преостаје електрону износи {\displaystyle e*(Vx-Ve)}, при чему је e*Ve карактеристична енергија коју електрон предаје атому живе. Потенцијална разлика на преостало путу до аноде је {\displaystyle V2-Vx}. Енергија електрона се увећава до вредности:{\displaystyle e*(Vx-Ve)+e*(V2-Vx)=e*(V2-Ve)}
Ова енергија, као што се из формуле закључује, не зависи од места на којем се догодио нееластичан судар. Уколико је убрзавајућ потенцијал довољно висок, електрон може да претрпи више нееластичних судара. Због тога се периодично јављају минимуми и максимуми.
Из експеримента следи да је вредност енергије од 4,9eV битна карактеристика атома живе. Она представља енергију потребну да атом живе пређе из основног у прво побуђено квантно стање. Према Боровом постулату, побуђени атом живе после око 10-8s пређе у основно стање. При томе емитује квант енергије: {\displaystyle En-Em=h\nu =h/c*\lambda =4,9eV=\rightarrow \lambda =2530}Å
Ово очекивање потврдили су Франк и Херц који су спектрографом детектовали зрачење из цеви таласне дужине 2537Å. На основу ове вредности таласне дужине су одредили Планкову константу h.